# Donatas
Donatas ist ein litauischer männlicher Vorname, abgeleitet von lat. donatus (geschenkt).

## Personen
- Donatas  Banionis (1924–2014), Schauspieler
- Donatas Dudutis (* 1973), Forstmann und Agrarpolitiker, Vizeminister
- Donatas Jankauskas (* 1958), Politiker, Mitglied des Seimas und Sozialminister
- Donatas Katkus (* 1942), Musiker, Professor, Dirigent
- Donatas Kumeliauskas (* 1987), litauischer Eishockeyspieler
- Donatas Lapienis (1936–2014),  Schachspieler und Konstrukteur
- Donatas Matuiza (* 1975), Polizist und Justizpolitiker, Vizeminister
- Donatas Montvydas (* 1987),  Popsänger, Vertreter beim Eurovision 2012 in Baku
- Donatas Morkūnas (* 1957), Politiker, Mitglied des Seimas
- Donatas Motiejūnas (* 1990), Basketballspieler
- Donatas Narvilas (* 1974), Badmintonspieler
- Donatas Stakišaitis (* 1956), Arzt-Pädiater, Professor
- Donatas Švitra (1946–2019), litauischer Mathematiker
- Donatas Zavackas (* 1980), litauischer Basketballspieler

Zwischenname
- Giedrius Donatas Ašmys (* 1946), Politiker, Bürgermeister von Kaunas (2002–2003)